# Rudolf Schnackenburg
Rudolf Schnackenburg (5 de enero de 1914 en Katowice, en la Alta Silesia en Polonia,  28 de agosto de 2002 en Wurzburgo) fue un sacerdote católico alemán y estudioso del Nuevo Testamento. Fue profesor de Nuevo Testamento de la Facultad de Teología Católica de la Universidad de Wurzburgo. Contribuyó en la Eclesiología neotestamentaria, que ha tenido amplia influencia en los tratados sobre la Iglesia. Perteneció a la Comisión Teológica Internacional. Benedicto XVI lo elogiará como el más importante exégeta católico alemán de la segunda mitad del siglo XX.

## Vida
Schnackenburg estudió Filosofía y Teología en las universidades de Breslau y Múnich, recibió su doctorado en el año 1937 presentando una tesis sobre la fe del Evangelio de San Juan. Poco después fue ordenado presbítero y destinado como párroco en Silesia. Cuando tuvo que abandonar esa región por las consecuencias de la guerra, pasó a una carrera académica, que comenzó en 1947, con su trabajo sobre la salvación por medio del Sacramento del Bautismo basándose en los escritos del Apóstol San Pablo. Se dedicó a la enseñanza en 1948 y a partir de 1952 fue profesor asociado en el College Dillingen.
De 1957 a 1982 impartió clases de Nuevo Testamento en la Universidad Julius-Maximilian de Würzburg. Su primera monografía es "Reino y reinado de Dios" de 1959 que representa el primer estudio bíblico-teológico de ámbito católico.
Schnackenburg fue miembro de la Pontificia Comisión para los teólogos. Trabajó para la versión estándar de la Biblia. Escribió numerosos libros, incluyendo un comentario sobre el Evangelio de Juan.
Cuando pasó a profesor emérito atendió como sacerdote una residencia de ancianos.

## Obras
- La persona de Jesucristo: reflejada en los cuatro Evangelios. Rudolf Schnackenburg. Barcelona : Herder, 1998. ISBN 84-254-2021-0
- Amistad con Jesús. Rudolf Schnackenburg. Ediciones Sígueme, 1998. ISBN 84-301-1340-1
- ¿Dios ha enviado a su hijo?: el misterio de Navidad. Rudolf Schnackenburg. Barcelona : Herder, 1992. ISBN 84-254-1777-5
- El camino de Jesús: : meditaciones sobre la crónica de un viaje escrita por San Lucas. Rudolf Schnackenburg, Guillermo Gutiérrez. Estella (Navarra) : Verbo Divino, 1991. ISBN 84-7151-765-5
- El mensaje moral del Nuevo Testamento. Rudolf Schnackenburg. Barcelona : Herder, D.L. 1989-1990. ISBN 84-254-1639-6
- Observad los signos de los tiempos: sobre el adviento y la esperanza. Rudolf Schnackenburg. Sal terrae, 1977. ISBN 84-293-0485-1
- El Evangelio según San Marcos, 2 vols lectura de la Escritura clérigos. Observaciones sobre el Nuevo Testamento para la lectura espiritual, Düsseldorf: Patmos, Vol. 1: 1966, Vol. 2: 1971
- Evangelio de Mateo, 2 vols, Die Neue Echter Bibel. Comentario sobre el Nuevo Testamento con la edición estándar, Würzburg: Echter
- El Evangelio de Juan, 4 vols; comentario teológico de Herder en el Testamento Nuevo, 4, Friburgo (Sonderausg. 2000): Herder,
- La Epístola a los Efesios, Evangélica Católica Comentario sobre el Testamento Nuevo, 10; Düsseldorf: Benziger, etc 20.032, ISBN 3-545-23111-9
- Sermón en la Comunidad de San Egidio, Würzburg: Comunidad de San Egidio (ed.), 2003, ISBN 3-429-02546-X
- El Sermón de la Montaña. Declaración de la visión utópica o de la acción?, Düsseldorf 1984, ISBN 978-3-491-77267-0